# Paul Meißner (Philologe)
Karl Wilhelm Paul Meißner (* 26. März 1897 in Langenberg, Kreis Mettmann; † 1. März 1945 in Breslau, Provinz Niederschlesien) war ein deutscher Anglist, der als Hochschullehrer in Breslau tätig war.

## Leben und Wirken
Meißner schlug nach dem Schulbesuch eine Lehrerausbildung ein. Danach war er als Schulrat tätig, bevor er nach Promotion an der Universität Bonn 1922 und Habilitation zunächst Privatdozent in Berlin und später Professor für Englische Literaturgeschichte und Kulturwissenschaft an der Universität Breslau wurde. 
Seit 1937 war er Mitherausgeber der Germanisch-Romanischen Monatsschrift.
Als Volkssturmmann kam er am 1. März 1945 ums Leben.

## Publikationen (Auswahl)
- Der Bauer in der englischen Literatur. Bonn 1922.
- The English Free Churches. Braunschweig [1926].
- Die Reform des englischen höheren Schulwesens im 19. Jahrhundert. Leipzig 1929.
- Samuel Butler der Jüngere. Eine Studie zur Kultur des ausgehenden Viktorianismus. Leipzig 1931.
- Die geistesgeschichtlichen Grundlagen des englischen Literaturbarocks. München 1934.
- Die geistes-politischen Voraussetzungen des deutsch-englischen Krieges. In: Natioinalsozialistische Monatshefte (12) 1941, Nr. 135 (Juni), S. 3–13.